# Maria Eugeniusz Grialou
Maria Eugeniusz Grialou (właśc. Marie Eugène Grialou; imię zakonne: Maria Eugeniusz od Dzieciątka Jezus; ur. 2 grudnia 1894 jako w Aubin (Aveyron) zm. 27 marca 1967 w Venasque) – francuski duchowny, karmelita bosy, błogosawiony Kościoła katolickiego.

## Biografia
Marie Eugène Grialou pochodził z pobożnej rodziny i od wczesnych lat pragnął zostać księdzem. W 1911 wstąpił do seminarium duchownego. Po wybuchu I wojny światowej, w 1914, wstąpił do armii jako ochotnik. Jego oddział doświadczył specjalnej łaski ze strony siostry Teresy z Lisieux, która wkrótce została beatyfikowana. 4 lutego 1922, po zakończeniu wojny, wrócił do seminarium i otrzymał święcenia kapłańskie.
24 lutego 1922, będąc w seminarium, wstąpił do nowicjatu karmelitów bosych w Avon, koło Paryża, przyjmując imię Maria Eugeniusz od Dzieciątka Jezus. Będąc w nowicjacie pogłębiał się w modlitwie i w nauce mistrzów Karmelu. Poprzez publikacje i rekolekcje poświęcał się szerzeniu głębokiego doświadczenia duchowego i nauki świętych zakonu.
W 1937 otrzymał funkcję definitora generalnego zaś w 1954 po niespodziewanej śmierci generała Zakonu został wikariuszem generalnym. Podczas pobytu w Rzymie napisał swoje najbardziej znane dzieło: Chcę widzieć Boga, które jest podsumowaniem nauki świętych Karmelu.
Był założycielem świeckiego Instytutu Notre-Dame de Vie, który miał za zadanie przekazać bogactwo modlitwy kontemplacyjnej osobom świeckim. Instytut składał ze świeckich i duchownych mężczyzn i kobiet. Powołani zostali, aby poprzez swoją wiarę przekazywać świadectwo o istnieniu Boga na całym świecie, nauczając dróg modlitwy. Dzięki swoim publikacjom Chcę widzieć Boga (Kraków 1997), Z tchnieniem Ducha (Poznań 1994) oraz Jestem córką Kościoła (Kraków 1984) otrzymał popularność w Polsce.
O. Maria Eugeniusz zmarł 27 marca 1967 w drugi dzień świąt Wielkanocnych, w wieku 73 lat. W 1985 rozpoczął się jego proces beatyfikacyjny. Papież Benedykt XVI w dniu 19 grudnia 2011 podpisał dekret o heroiczności cnót o. Marii Eugeniusza, zaś 3 marca 2016 papież Franciszek podpisał dekret o cudzie za jego wstawiennictwem.
19 listopada 2016 w Awinionie we Francji kard. Angelo Amato (w imieniu papieża) dokonał beatyfikacji Marii Eugeniusza od Dzieciątka Jezus.